# NeXT
NeXT, Inc. – amerykańskie przedsiębiorstwo komputerowe założone w 1985 roku przez Steve'a Jobsa, producent nowoczesnych stacji roboczych oraz oprogramowania dla nich. W roku 1996 przedsiębiorstwo zostało wykupione przez Apple Computer za 402 mln USD.

## Geneza
Kilka miesięcy po odejściu z Apple Computer Jobs postanowił stworzyć nową firmę. Zainwestował w nią własne 7 mln USD. Na początku 1986 drugim liczącym się udziałowcem został teksański biznesmen Ross Perot obejmując udziały w zamian za inwestycje w wysokości 20 mln USD. Później głównym inwestorem została firma Canon zakupując udziały za 100 mln USD.
Jobs stworzył zespół 7 programistów, z których część pracowało wcześniej dla Apple. Mieli oni zrealizować jego wizję nowego systemu operacyjnego i środowiska programistycznego, które w założeniu miały być zorientowane obiektowo, co pozwoliłoby aplikacjom dzielić się swymi danymi. Środowisko miało także zapewniać intuicyjny interfejs użytkownika typu WYSIWYG (ang. What You See Is What You Get). System operacyjny miał być w pełni wielozadaniowy.
Początkowo skupiono się na próbach zaadaptowania do tego celu któregoś z istniejących wówczas systemów operacyjnych. Brano pod uwagę głównie systemy uniksowe, m.in. SunOS. Ostatecznie jednak żaden z nich nie spełniał stawianych wymogów.
Pierwsze zyski firma pozyskała jednak wydając programy porzucone przez Apple, nad którymi wcześniej pracowali obecni programiści NeXT. Jednym z nich był procesor tekstu, WriteNow.
W tym czasie NeXT został pozwany przez Apple o kradzież własności intelektualnej, jednak w wyniku ugody pozasądowej obie firmy doszły do porozumienia. NeXT mógł dalej wydawać porzucone przez Apple oprogramowanie, nie mógł jednak wchodzić w sprzętowy segment rynku Macintosha i musiał zadowolić się niszowym rynkiem stacji roboczych.

## NeXTStep – system operacyjny
Jednym z kluczowych pracowników stał się Avie Tevanian, wcześniej członek zespołu, który na uniwersytecie Carnegie Mellon stworzył mikrojądro Mach oraz przeniósł na nie jądro Uniksa BSD jako serwer mikrojądra. Podstawą programistyczną obiektowego środowiska stał się język Objective-C. We współpracy z Adobe powstała technologia Display Postscript, dzięki której osiągnięto perfekcyjne odwzorowanie widoku z ekranu na wydruku. Dane na ekranie opisywał bowiem PostScript. Większość prac nad systemem operacyjnym, który otrzymał nazwę NeXTStep, była zakończona w 1987.

## Stacje robocze

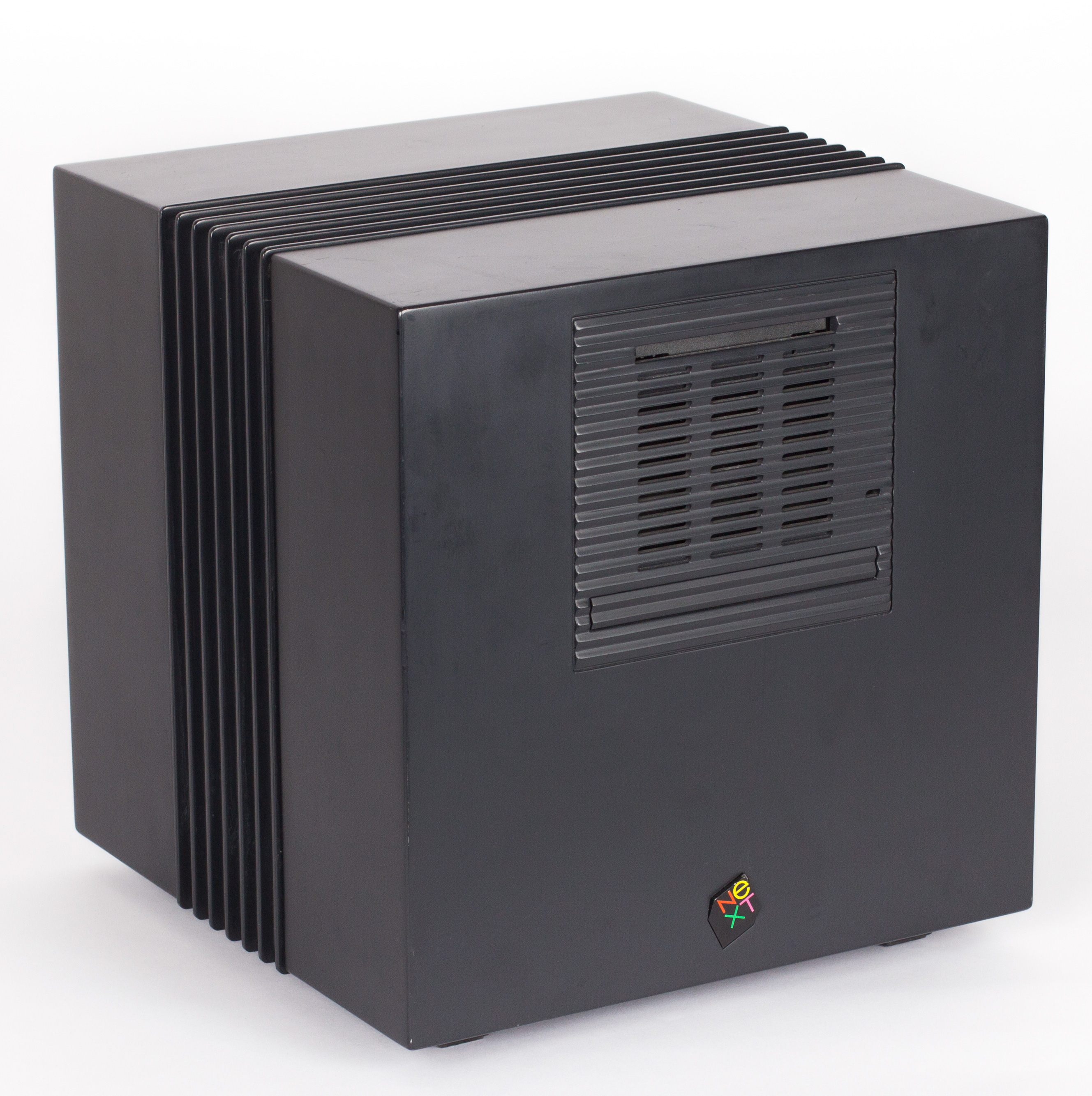
NeXTCube 12-calowy sześcian

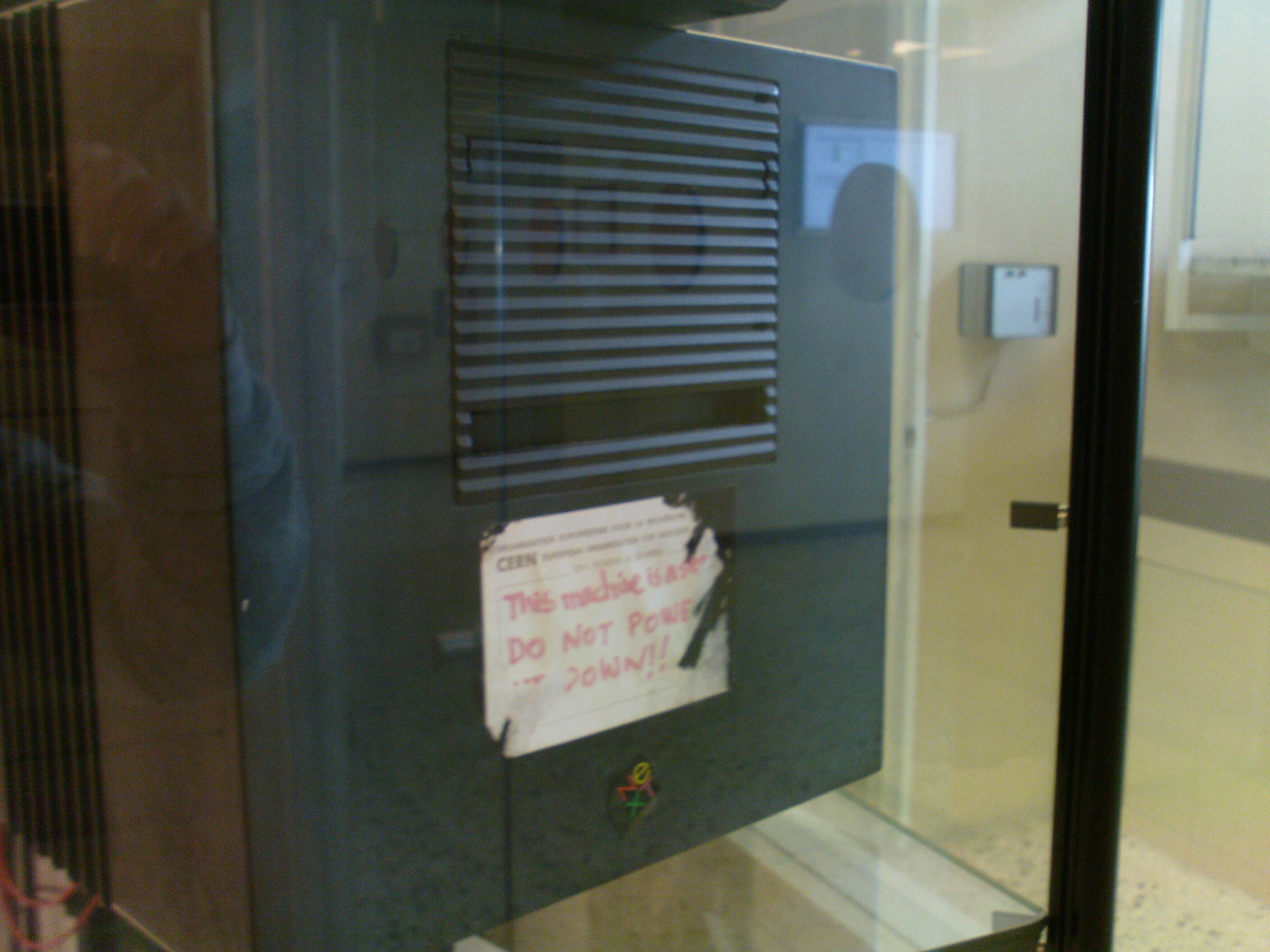
NeXTCube służący jako serwer WWW w centrum komputerowym CERN.

### NeXTCube – pierwszy komputer
Większe problemy przysporzyło NeXT znalezienie odpowiedniej platformy sprzętowej. Początkowo chciano oprzeć ją na przygotowywanym procesorze Motoroli M88000, który miał być oparty na architekturze RISC. Jednak prace nad nim przedłużały się i ostatecznie wybrano istniejącą linię procesorów 680x0. Te same jednostki napędzały wówczas komputery Amiga (wówczas firmy Commodore), Macintosh Apple, Atari oraz stacje Sun Microsystems.
Pierwsze komputery z systemem operacyjnym NeXTStep w wersji beta 0.9 firma zaprezentowała w październiku 1988 w Nowym Jorku. NeXTcube – jak nazwano nową stację roboczą – został zaprojektowany od strony estetycznej przez tę samą firmę, która przygotowała projekty Apple IIc i Mac II. Cube miał niespotykany wygląd. Był 12-calowym sześcianem. Montowany był w kompletnie zautomatyzowanej fabryce. W 1989 Cube w ograniczonej liczbie zaczęły trafiać do uniwersytetów i wydawnictw.
Każda stacja robocza z procesorem MC68040 o zegarze 25 MHz dostarczana była z 17-calowym czarno-białym monitorem pracującym w trybie 1120 na 832 pikseli z 4 odcieniami szarości, laserową drukarką o rozdzielczości 400 dpi oraz wbudowaną kartą Ethernet. Posiadała aż 8 MB pamięci RAM.
Ze względu na wysokie koszty dysków twardych i znaczną objętość systemu operacyjnego (ponad 200 MB) firma zdecydowała się montować w ich miejsce 256 MB napędy magnetooptyczne. Były to pierwsze komputery dostępne oryginalnie z tego typu napędami. Na dysku poza systemem dostarczano sporo oprogramowania i dodatków, m.in. komplet dzieł Szekspira oraz pełny słownik Oxford English Dictionary.
Użytkownicy skarżyli się jednak na powolność systemu, ze względu na o wiele mniejszą szybkość pracy napędu magnetooptycznego niż przeciętnego dysku twardego. Problemem była także wymiana danych między stacjami. Ponieważ nośnika nie można było wyjąć ze stacji – znajdował się na nim system – jedynym sposobem było łączenie ich w sieć, bowiem Cube pozbawiony był stacji dyskietek.
Właśnie na NeXTCube Tim Berners-Lee zaprojektował WWW i stworzył pierwsze programy do jego obsługi.
Sprzedawany w większych ilościach od 1990 Cube kosztował 9999 USD.

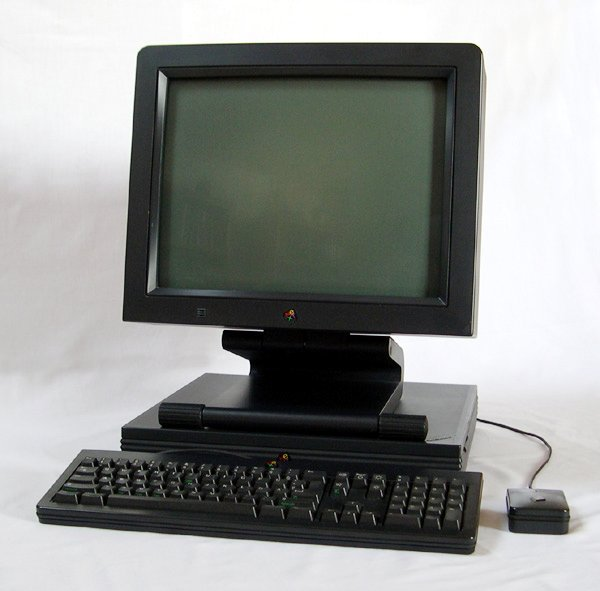
NeXTStation

### NeXTStation – ostatni komputer
Na początku 1991 porzucono napędy magnetooptyczne na rzecz dysków twardych. Wprowadzono także nowo zaprojektowaną, płaską obudowę, tworząc NeXTStation. Usunięto w niej wiele niedoskonałości NeXTCube. Oprócz dysku twardego posiadała ona stację dyskietek oraz wsparcie dla kolorowych monitorów. Instalowana była nowa wersja NeXTStep.
Oparte na procesorze 68040 komputery te dzięki świetnemu połączeniu systemu operacyjnego i sprzętu cieszyły się sporym powodzeniem w środowiskach akademickich i badawczych. Wciąż mimo swego wieku cieszą się one zainteresowaniem hobbystów i zbieraczy komputerowych.

## Odejście od produkcji komputerów
Mimo pewnego polepszenia sprzedaży stacje wciąż nie sprzedawały się dobrze – łącznie w całej swej historii NeXT sprzedał jedynie 50 tys. komputerów. W 1993 firma zaczęła się skupiać na oprogramowaniu. Rozpoczęto przenoszenie systemu NeXTStep na inne architektury: x86 (1993), MIPS, PA-RISC, SPARC. Firma zarzuciła całkowicie produkcję sprzętu komputerowego i zmieniła nazwę na NeXT Software Inc.
W porozumieniu z Sun Microsystems środowisko NeXTStep zostało przeniesione na system Solaris jako OpenStep. Wkrótce projekt został porzucony przez Suna, zaś NeXT próbowało rozwijać swój produkt przenosząc go m.in. także na Windows – która to wersja zyskała sporą popularność w sektorze bankowym.
Wraz z boomem internetowym NeXT rozpoczął sprzedaż wyspecjalizowanej do transakcji sieciowych bazy danych, WebObjects.

## Przejęcie przez Apple
W drugiej połowie lat 90. z inwestycji wycofał się Ross Perot. Jednocześnie pierwsza firma Jobsa, Apple Computer gorączkowo szukała alternatywy dla swego starzejącego się klasycznego systemu Mac OS. W grudniu 1997 Apple przejęło NeXT. NeXTStep stał się podstawą nowego systemu znanego jako Mac OS X, zaś Steve Jobs wrócił na stanowisko szefa koncernu.